# Atalaya de la Sierra del Muerto
La Atalaya de la Sierra del Muerto es una torre óptica de época nazarí, situada en el término municipal de Huéscar, provincia de Granada. Su referencia cartográfica es M.M.E., E-1/50.000, hoja 929, cuadrícula 537-538/4188-4189.

## Descripción
Está ubicada sobre una elevación, al norte de la Hoya de Huéscar, con apoyo visual en las atalayas de Sierra Encantada, de Campo-Botardo y de Sierra Bermeja, todas ellas integrantes del sistema defensivo fronterizo nazarí. También conecta visualmente con otras (Torre de la Cantera de Valentín), aún existentes hacia el suroeste, y posiblemente con otras torres al norte que ya han desaparecido.
Como es ususal entre las torres de este sistema fronterizo, es de planta circular, construida en mampostería de gran tamaño, con argamasa de cal, dispuestas en hiladas muy irregulares y con restos de haber estado enfoscada en su momento. Carece de plataforma de apoyo, estando cimentada sobre la roca. Está parcialmente derruida, quedando solamente el cuerpo bajo, hasta unos 3,5 metros de altura, que es macizo.